# Ivan Danilovich Chernyakhovsky
Ivan Danilovich Chernyakhovsky hay Cherniakhovsky (tiếng Nga: Ива́н Дани́лович Черняхо́вский) (sinh ngày 29 tháng 6, lịch cũ ngày 16 tháng 6 năm 1906, hy sinh ngày 18 tháng 2 năm 1945) là một chỉ huy Hồng quân trong Thế chiến thứ hai, Anh hùng Liên bang Xô viết. Trong Chiến tranh giữ nước vĩ đại, Chernyakhovsky là một chỉ huy xuất sắc của lực lượng tăng - thiết giáp Xô viết và sau đó là Tư lệnh phương diện quân trẻ nhất của Liên Xô.

## Tiểu sử và sự nghiệp

### Trước Thế chiến thứ hai
Ivan Chernykhovsky sinh năm 1906 tại thành phố Uman thuộc đế quốc Nga, nay thuộc Ukraina trong một gia đình người Do Thái.
Năm 1924 ông tình nguyện gia nhập Hồng quân và vào học tại Trường bộ binh Odessa, sau đó là Trường pháo binh Kiev. Chernyakhovsky tốt nghiệp năm 1928 và trở thành chỉ huy trung đội tại Quân đoàn pháo binh số 17 cho đến năm 1931. Từ năm 1931 đến năm 1936 ông tiếp tục học tập tại học viện quân sự và tốt nghiệp loại xuất sắc.
Trong ba năm từ 1936 đến 1938, Chernyakhovsky được cử làm Tư lệnh Tiểu đoàn xe tăng số 1 thuộc Lữ đoàn cơ giới hóa số 8 Hồng quân. Tiếp đó từ năm 1938 đến năm 1940 ông là Tư lệnh Trung đoàn xe tăng số 9 rồi thành một tư lệnh lữ đoàn và Phó tư lệnh Sư đoàn xe tăng số 2.
Tháng 3 năm 1941 Chernyakhovsky trở thành Tư lệnh Sư đoàn xe tăng số 28 thuộc Quân đoàn cơ giới hóa số 12 với quân hàm Đại tá. Trước khi chiến tranh bùng nổ, đơn vị của ông đóng ở gần thành phố Novgorod.
Cha - Daniil Nikolaevich Chernyakhovsky (? - 1919), làm nghề đánh xe (theo các nguồn tin khác - trên đường sắt), phục vụ trong quân đội Brusilov. Chết vì bệnh sốt phát ban.
Mẹ - Marya Ludovigovna Chernyakhovskaya (? - 1919), chết vì bệnh sốt phát ban.
Có năm anh em.
Vợ (từ năm 1928) - Anastasia Grigorievna Chernyakhovskaya (Dobryanskaya) (1908-1992), làm kế toán. Cô được chôn cất bên cạnh chồng ở Moscow tại nghĩa trang Novodevichy (trường 11, hàng 4).
- Con gái - Neonila Ivanovna Chernyakhovskaya (sinh ngày 22/05/1929). Bà tốt nghiệp Khoa Lịch sử của Đại học Tổng hợp Moscow, Tiến sĩ Khoa học Kinh tế và làm việc cả đời trong hệ thống của Viện Hàn lâm Khoa học Liên Xô.
- Con trai - Oleg Ivanovich Chernyakhovsky (sinh 1937). Thiếu tướng, tốt nghiệp loại xuất sắc tại Học viện Không quân. Zhukovsky, làm việc tại một viện nghiên cứu, sau đó tốt nghiệp loại xuất sắc tại Học viện Quân sự của Bộ Tổng tham mưu. Đã làm việc tại General Staff Sau khi nghỉ hưu, ông làm việc tại Phủ Tổng thống.

### Thế chiến thứ hai

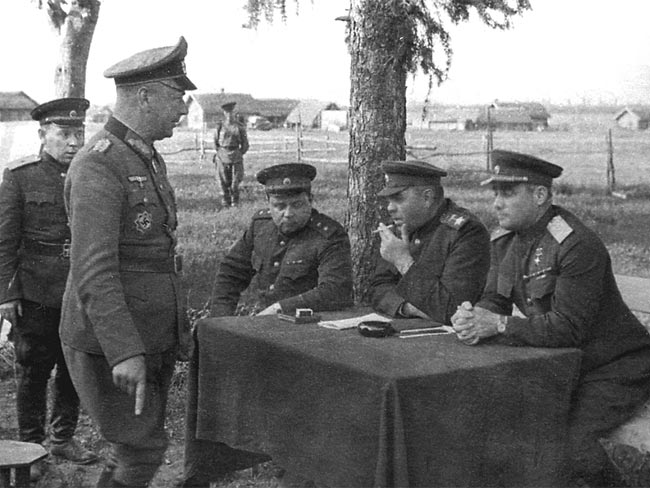
Đại tướng I.D.Chernyakhovsky cùng nguyên soái A.M.Vasilevsky và trung tướng Makarov hỏi cung thiếu tướng Đức Alfons Hitter bị bắt tại trận Vitebsk trong Chiến dịch Bagrachion

Khi chiến tranh bùng nổ, Chernyakhovsky tiếp tục là chỉ huy của Sư đoàn xe tăng số 28 phải đối đầu với lực lượng tăng thiết giáp cực mạnh của tướng Heinz Guderian trong Chiến dịch Barbarossa. Ngày 5 tháng 5 năm 1942, đại tá Chernyakhovsky được thăng quân hàm Thiếu tướng và chuyển sang chỉ huy Quân đoàn xe tăng số 18 và tiếp đó là Tư lệnh Tập đoàn quân số 60. Trong chiến dịch giải phóng Kursk, đơn vị tăng của Chernyakhovsky đã lập thành tích xuất sắc khi là lực lượng Hồng quân đầu tiên tiến vào thành phố và cắm cờ Liên Xô tại đây ngày 8 tháng 2 năm 1943. Ngày 14 tháng 2, ông được phong hàm Trung tướng.
Ngày 17 tháng 10 năm 1943, do thành tích chỉ huy trong chiến dịch vượt sông Sông Dnepr, Chernyakhovsky được trao tặng danh hiệu Anh hùng Liên Xô. Ngày 5 tháng 3 năm 1944 ông được phong hàm Thượng tướng. Tháng 4 năm 1944, ông được giao nhiệm vụ Tư lệnh Phương diện quân Belorussia 3, trở thành tư lệnh phương diện quân trẻ nhất trong đội ngũ chỉ huy Hồng quân. Ngày 28 tháng 6, Ivan Chernyakhovsky được phong hàm Đại tướng khi mới 38 tuổi, trở thành Đại tướng trẻ nhất trong lịch sử Hồng quân.

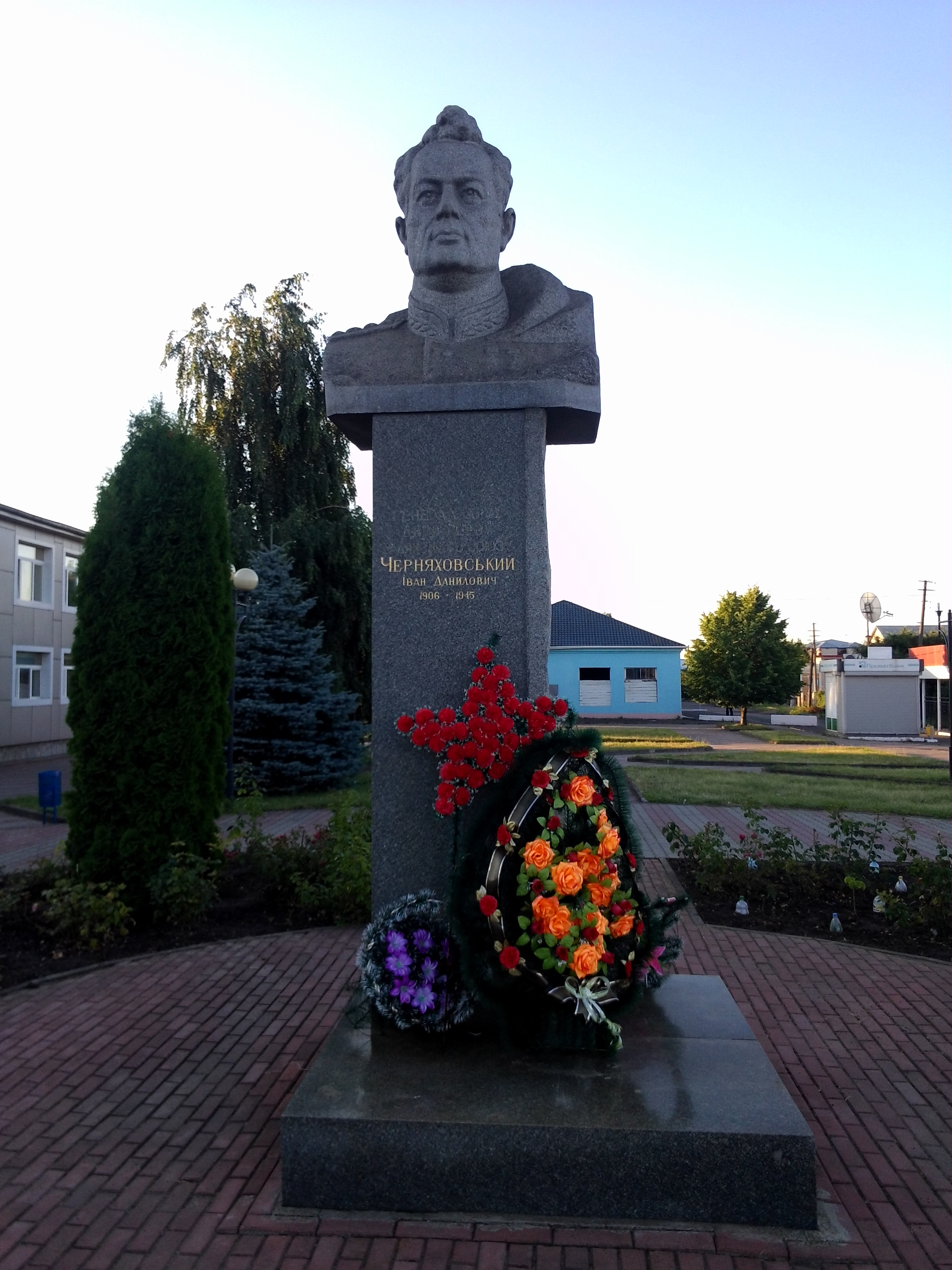
Tượng đài kỷ niệm đại tướng I. D. Chernyakhovsky ở thành phố Odessa

Trong Chiến dịch Bagration bắt đầu ngày 22 tháng 6 năm 1944, phương diện quân của Chernyakhovsky đã phối hợp cùng Phương diện quân Baltic 1 của tướng Ivan Baghramian giải phóng thành phố Vitebsk ngày 27 tháng 6. Tiếp đó, cánh trái do Chernyakhovsky chỉ huy kiểm soát Orsha và mở đường tiến vào Minsk. Ngày 2 tháng 7 lực lượng vận động chiến đấu của Chernyakhovsky tiến đến Stolbtsy và 3 tháng 7 Hồng quân tiến vào Minsk, tạo thành thế bao vây 50.000 quân Đức Quốc xã. Hồng quân tiếp tục giải phóng Baranavichy (ngày 8 tháng 7) và Hrodna trên biên giới với Ba Lan (ngày 13 tháng 7). Ngày 18 tháng 7, lực lượng của Chernyakhovsky và Zakharov đã phối hợp giải phóng Białystok.
Mùa hè năm 1944 lực lượng của tướng Chernyakhovsky bắt đầu đẩy người Đức đến Đông Phổ. Phương diện quân Belorussia 3 của ông vượt qua Sông Neman chiếm Kaunas ngày 1 tháng 8. Đầu năm 1945, Phương diện quân Belorussia 3 và Phương diện quân Belorussia 2 được lệnh phối hợp đánh chiếm Königsberg, lúc này đang do quân Đức phòng thủ với lực lượng mạnh và hệ thống công sự cực kỳ kiên cố. Từ tháng 1 Đại tướng Ivan Chernyakhovsky được cử làm Tư lệnh tối cao các lực lượng Xô viết tại Đông Phổ tuy nhiên ông đã hy sinh trong khi chỉ huy chiến đấu ngày 18 tháng 2 năm 1945. Người thay thế Chernyakhovsky chỉ huy Phương diện quân Belorussia 2 là Nguyên soái Aleksandr Vasilevsky và Hồng quân hoàn toàn kiểm soát Königsberg ngày 9 tháng 4.
Ivan Chernyakhovsky được chôn cất tại Vilnius, Litva, gần một quảng trường mang tên ông. Sau khi Litva tuyên bố tách khỏi Liên bang Xô viết năm 1990, ông được cải táng về Nghĩa trang Novodevichy nổi tiếng ở Moskva.

### Cấp bậc
- Thượng úy (1936)
- Đại úy (1937)
- Thiếu tá (1938)
- Trung tá (1939)
- Đại tá (1941)
- Thiếu tướng (5/5/1942)
- Trung tướng (14/2/1943)
- Thượng tướng (3/1944)
- Đại tướng (26/6/1944)

## Vinh danh
- Anh hùng Liên Xô, hai lần (17/10/1943 và 29/7/1944)
- Huân chương Lenin (17/10/1943)
- Huân chương Cờ đỏ, bốn lần (16/1/1942, 3/5/1942, 4/2/1943, và 3/11/1944)
- Huân chương Suvorov, hạng nhất, hai lần (8/2/1943, 11/9/1943)
- Huân chương Kutuzov, hạng nhất (29/5/1944)
- Huân chương Bogdan Khmelnitsky, hạng nhất (10/1/1944)

Sau Thế chiến thứ hai, tên của Chernyakhovsy được đặt cho thành phố Insterburg, tức thành phố Chernyakhovsk.